# Sophie, vévodkyně z Edinburghu
Sophie, vévodkyně z Edinburghu (rozená Sophie Helen Rhysová-Jonesová; 20. ledna 1965) je členka britské královské rodiny jako manželka prince Edwarda, vévodu z Edinburghu, nejmladšího bratra krále Karla III. Do roku 2002 pracovala v public relations.

## Životopis

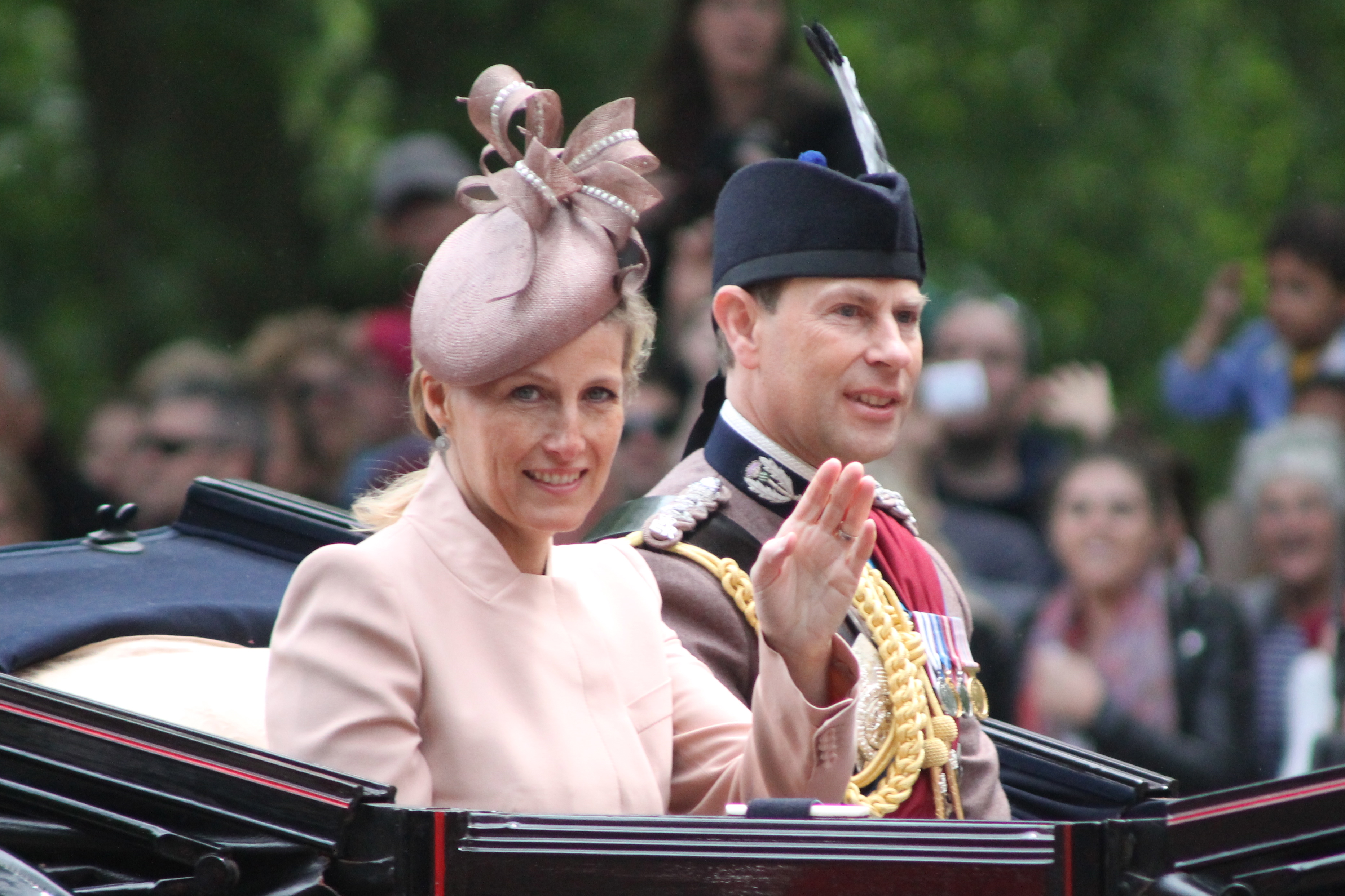
Sophie Helen, hraběnka z Wessexu, s manželem.

Narodila se v Oxfordu jako první dcera a druhé dítě do bohaté a urozené velšsko-irské rodiny. Je vzdálenou příbuznou svého manžela. Mezi Sophiinými předky je také Jindřich II. Francouzský. Pracovala v mnoha firmách jako manažerka public relations. V roce 1999 se provdala za prince Edwarda, s nímž má dvě děti (Lady Louise Windsor, nar. 8. listopadu 2003, a James, vikomt Severn, nar. 17. prosince 2007). Jedná se o jedinou snachu královny Alžběty II., která se se svým manželem nerozvedla.
Při porodu prvního dítěte málem zemřela jak hraběnka, tak i její dcera. Lady Louise Windsor se narodila o dva měsíce před plánovaným porodem. Hraběnka Sophie prodělala v sedmém měsíci abrupci placenty a během předčasného porodu málem vykrvácela. Dítě, malá vnučka královny narozená s těžce poškozeným zrakem a mnoha dalšími zdravotními problémy, bylo okamžitě převezeno do specializovaného zařízení do centrálního Londýna. Otec dítěte, princ Edward, nebyl přítomen, účastnil se státní návštěvy Maurcia. Malou Lady Louise, umístěnou v inkubátoru, navštěvovala v době nepřítomnosti obou rodičů každý den sama královna Alžběta II., což vzbudilo ve své době ohromnou pozornost. Hraběnka Sophie byla z porodnice propuštěna až za další tři týdny, teprve pak se shledala s novorozenou dcerkou. Díky špičkové péči lékařů obě přežily, byť Lady Louise čekala řada operací a zdravotních zákroků jak v raném dětství, tak v pozdějším věku, několik očních operací prodělala i během raného dospívání. Dnes je Lady Louise zcela zdravá. O pár let později, v prosinci 2007, se jí narodil i zdravý bratr, James Alexander Philip Theo, vikomt Severn.
Po zkušenostech s nesnadným porodem dcery začala Sophie podporovat programy pro rodiče nedonošených dětí a medicínské výzkumy na podporu předčasně narozených. Je také dlouholetou patronkou několika nadací podporujících záchranu zraku dospívajících, ale například i boj proti slepotě v zemích třetího světa.
Jako vůbec první členka britské královské rodiny 30. 4. 2024 nečekaně navštívila Ukrajinu, která čelí ruské ozbrojené agresi. 

## Zajímavost
V roce 2015 si oblékla na svatbu prince Karla Filipa Švédského šaty od české návrhářky Taťány Kovaříkové, které si vybrala během návštěvy Prahy. V Praze byla u příležitosti Mezinárodní ceny vévody z Edinburghu, jíž je globální ambasadorkou.